# Eugen Ray
Eugen Ray (26. července 1957, Gerbstedt, Sasko-Anhaltsko - 18. ledna 1986, Lipsko) byl východoněmecký atlet, sprinter.
V roce 1978 získal na mistrovství Evropy v Praze na stadionu Evžena Rošického dvě stříbrné medaile. Ve finále běhu na 100 metrů cílem proběhl v čase 10,36 a o devět setin prohrál jen s italským sprinterem Pietro Menneou. Druhé stříbro vybojoval společně s Manfredem Kokotem, Olafem Prenzlerem a Alexanderem Thiemem ve štafetě na 4 x 100 metrů.
V roce 1980 reprezentoval na letních olympijských hrách v Moskvě, kde ve druhém semifinálovém běhu skončil na šestém místě a do finále nejkratšího sprintu nepostoupil. V závodě na 4 x 100 metrů obsadilo východoněmecké kvarteto, za které finišoval Thomas Munkelt páté místo.